# كيل غيل
كيل غيل (بالإنجليزية: Cale Gale)‏ هو سائق سباق أمريكي، ولد في 5 مارس 1985 في موبيل في الولايات المتحدة.

## وصلات خارجية
- الموقع الرسمي
- كيل غيل على موقع Racing-Reference.info (الإنجليزية)